# Nélson Oliveira (football)
Pour les articles homonymes, voir Nélson Oliveira et Oliveira.
Nélson Miguel Castro Oliveira, né le 8 août 1991 à Barcelos (Portugal), est un footballeur international portugais qui évolue au poste d'attaquant à Vitória SC.

## Biographie
Nélson Oliveira commence sa formation au Gil Vicente Futebol Clube. En 2003, il rejoint le Sporting Braga. En 2006, à l'âge de 15 ans, il rejoint les rangs du Benfica Lisbonne.
Nélson Oliveira participe avec le Portugal à la Coupe du monde des moins de 20 ans 2011 organisée en Colombie. Lors de cette compétition, il dispute sept matchs, dont notamment la demi-finale gagnée face à l'équipe de France et la finale perdue face au Brésil.
Lors du mois de janvier 2010, il est prêté pour six mois au Rio Ave, afin de s'aguerrir au monde professionnel. Lors de la saison 2010-2011, il est de nouveau prêté, cette fois-ci au Paços de Ferreira.
Nélson Oliveira marque son premier but sous les couleurs du Benfica Lisbonne le 18 janvier 2012, lors d'un match de Coupe de la Ligue contre le CD Santa Clara.
Il est appelé pour la première fois en sélection du Portugal le 29 février 2012 contre la Pologne, à Varsovie, en match amical. Il joue 9 minutes lors de ce match.
Lors de la saison 2012-2013 il est de nouveau prêté, cette fois-ci au club espagnol du Deportivo La Corogne. Il y marque son premier but le 20 août 2012 face au CA Osasuna. La saison suivante, il est prêté au club breton du Stade rennais, avec option d'achat. Lors de la deuxième journée de Ligue 1, le 17 août 2013, pour sa première titularisation, il marque son premier but pour le Stade rennais, d'un tir croisé du gauche. Rennes s'incline toutefois deux buts à un au stade du Ray, match qui se joue à huis clos face à l'OGC Nice.
Une semaine plus tard, Nelson Oliveira marque son premier doublé dans le Championnat de France lors de la troisième journée de Ligue 1 face à Evian Thonon Gaillard et il offre ainsi une victoire (1-2) à l'équipe rennaise.
Le 23 décembre 2014, Nélson Oliveira est prêté à Swansea City afin de combler l'absence de Wilfried Bony, sélectionné avec la Côte d'Ivoire, pour disputer la CAN, avant que ce dernier ne soit transféré à Manchester City.
Le 30 août 2016, après avoir été prêté à six reprises, il quitte définitivement Benfica et s'engage pour quatre ans avec le Norwich City FC.
Le 22 janvier 2019, il est prêté à Reading.
En juillet 2019, Oliveira signe à l'AEK Athènes.

## Palmarès
- Finaliste de la Coupe du monde des moins de 20 ans 2011 avec l'équipe du Portugal
- Vainqueur de la Coupe de la Ligue portugaise en 2012 avec le Benfica Lisbonne

## Statistiques
Le tableau suivant récapitule les statistiques de Nélson Oliveira durant sa carrière professionnelle,.
| Saison                | Club                        | Championnat           | Championnat | Championnat | Coupe nationale | Coupe nationale | Coupe de la Ligue | Coupe de la Ligue | Compétition(s) continentale(s) | Compétition(s) continentale(s) | Compétition(s) continentale(s) | Portugal | Portugal | Total | Total |
| Saison                | Club                        | Division              | M.          | B.          | M.              | B.              | M.                | B.                | Comp.                          | M.                             | B.                             | M.       | B.       | M.    | B.    |
| 2009-2010             | Rio Ave FC (prêt)           | Liga Sagres           | 10          | 0           | 2               | 0               | -                 | -                 | -                              | -                              | -                              | -        | -        | 12    | 0     |
| 2010-2011             | FC Paços de Ferreira (prêt) | Liga Sagres           | 23          | 4           | 1               | 0               | 7                 | 1                 | -                              | -                              | -                              | -        | -        | 31    | 5     |
| 2011-2012             | Benfica Lisbonne            | Liga Sagres           | 12          | 0           | 3               | 0               | 5                 | 2                 | C1                             | 2                              | 1                              | 7        | 0        | 29    | 3     |
| 2012-2013             | Deportivo La Corogne (prêt) | Liga                  | 30          | 4           | 1               | 0               | -                 | -                 | -                              | -                              | -                              | 3        | 1        | 34    | 5     |
| 2013-2014             | Stade rennais FC (prêt)     | Ligue 1               | 30          | 8           | 5               | 0               | 1                 | 0                 | -                              | -                              | -                              | 4        | 0        | 40    | 8     |
| 2014-2015             | Benfica Lisbonne            | Liga Sagres           | -           | -           | 1               | 0               | -                 | -                 | C1                             | 1                              | 0                              | -        | -        | 2     | 0     |
| 2014-2015             | Swansea City (prêt)         | Premier League        | 10          | 1           | 1               | 0               | -                 | -                 | -                              | -                              | -                              | -        | -        | 11    | 1     |
| 2015-2016             | Nottingham Forest (prêt)    | Championship          | 28          | 9           | 1               | 0               | -                 | -                 | -                              | -                              | -                              | 2        | 0        | 31    | 9     |
| 2016-2017             | Norwich City                | Championship          | 17          | 7           | 0               | 0               | 4                 | 4                 | -                              | -                              | -                              | -        | -        | 21    | 11    |
| Total sur la carrière | Total sur la carrière       | Total sur la carrière | 160         | 33          | 15              | 0               | 17                | 7                 | -                              | 3                              | 1                              | 16       | 1        | 211   | 42    |